# Rhomboptila brantsiata
Rhomboptila brantsiata är en fjärilsart som beskrevs av Pieter Cornelius Tobias Snellen 1874. Rhomboptila brantsiata ingår i släktet Rhomboptila och familjen mätare. Inga underarter finns listade.